# スダース
スダース（サンスクリット語 सुदास् sudās）は、古代インドの宗教文献『リグ・ヴェーダ』に現れるインド・アーリア人の部族であるトリツ族の族長、あるいは王。プル族など10の部族の王たちが連合して戦を仕掛けてきた十王戦争において、バラタ族とともに勝利した。これにより、諸部族の中でのトリツ族・バラタ族の覇権を確立させた。

## 人物
スダースとは、「良く授ける者」の意である。
スダースは、ディヴォーダーサの子であるとされる。
| デーヴァヴァータ | デーヴァヴァータ | デーヴァヴァータ | デーヴァヴァータ | デーヴァヴァータ | デーヴァヴァータ |  |  | スリンジャヤ | スリンジャヤ | スリンジャヤ | スリンジャヤ | スリンジャヤ | スリンジャヤ |  |  | ディヴォーダーサ | ディヴォーダーサ | ディヴォーダーサ | ディヴォーダーサ | ディヴォーダーサ | ディヴォーダーサ |  |  | スダース | スダース | スダース | スダース | スダース | スダース |  |  |
| デーヴァヴァータ | デーヴァヴァータ | デーヴァヴァータ | デーヴァヴァータ | デーヴァヴァータ | デーヴァヴァータ |  |  | スリンジャヤ | スリンジャヤ | スリンジャヤ | スリンジャヤ | スリンジャヤ | スリンジャヤ |  |  | ディヴォーダーサ | ディヴォーダーサ | ディヴォーダーサ | ディヴォーダーサ | ディヴォーダーサ | ディヴォーダーサ |  |  | スダース | スダース | スダース | スダース | スダース | スダース |  |  |